# Dany Snobeck

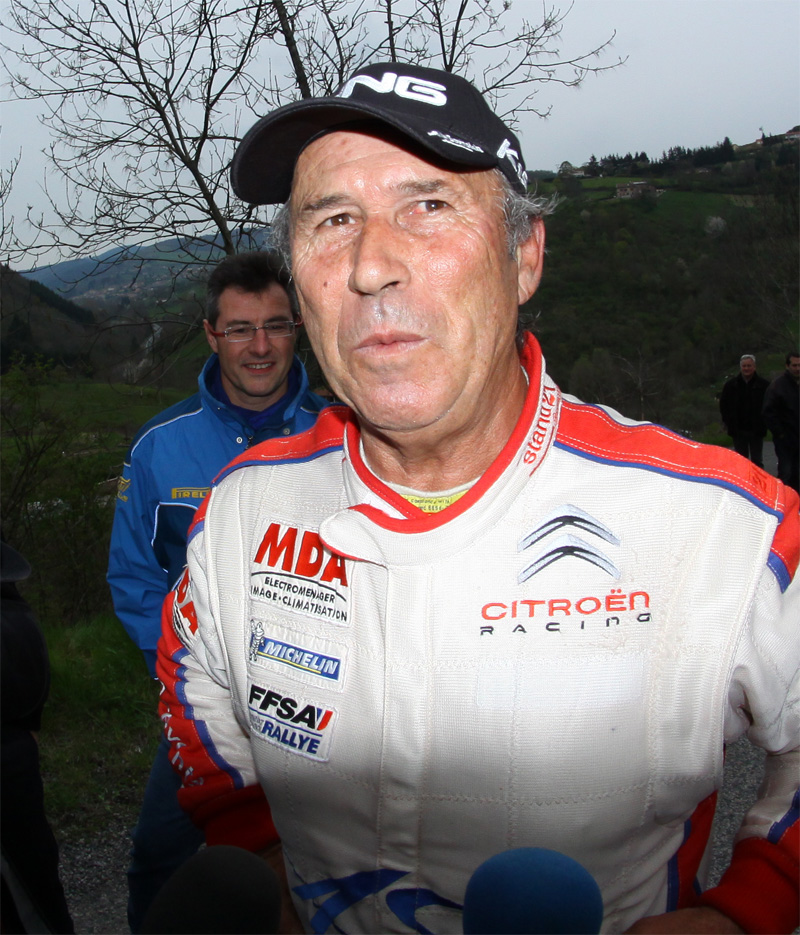
Dany Snobeck 2012

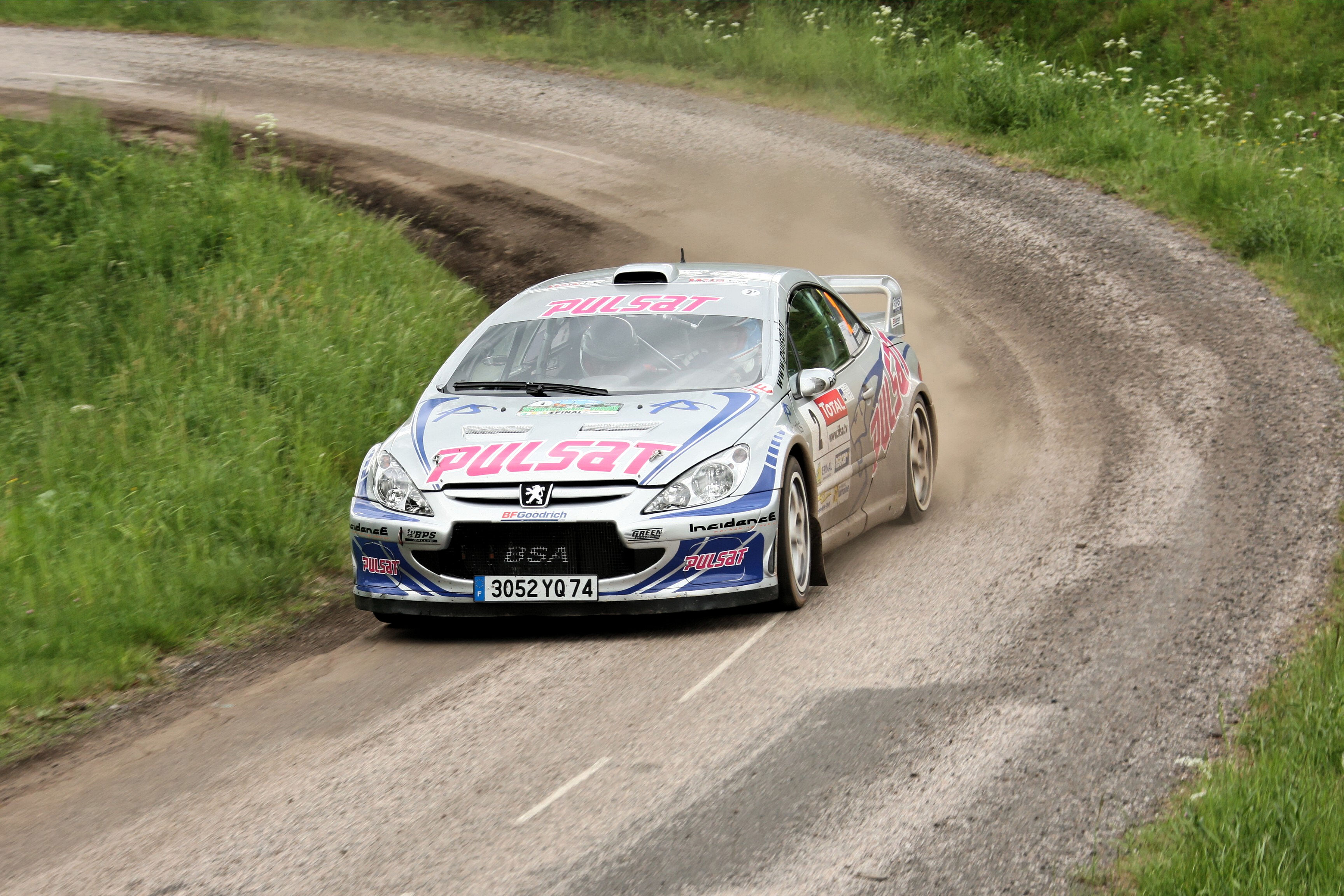
Dany Snobeck im Peugeot 307 WRC bei der Rallye Alsace Vosges 2008, einem Lauf er französischen Rallye-Meisterschaft dieses Jahres

Dany Snobeck (* 2. Mai 1946 in Tomblaine) ist ein ehemaliger französischer Rallye- und Rundstreckenrennfahrer.

## Karriere als Rennfahrer

### Rallyesport
Bekannt wurde Dany Snobeck vor allem als Rallyefahrer. Erste Rallyes fuhr er Anfang der 1970er-Jahre in Frankreich. Bei der Tour de France für Automobile 1972 erreichte er den 11. Gesamtrang und trat damit erstmals international in Erscheinung. Sein erstes Podest folgte 1977 bei der Rallye du Var, wo er hinter Guy Fréquelin (Alpine A310) und Christian Lunel (Porsche 911 Carrera) Gesamtdritter wurde. Snobeck fuhr ebenfalls einen Porsche 911 Carrera, sein Beifahrer war Maurice Gélin. Bei der Rallye du Var gelang ihm 1982 der erste Gesamtsieg, den er auf einem Renault 5 Turbo einfuhr.
In der Rallye-Weltmeisterschaft war seine beste Platzierung der sechste Rang bei Rallye Monte Carlo 1982. 2008 gewann er im Alter von bereits 62 Jahren die Gesamtwertung der französischen Rallye-Meisterschaft. Weitere Erfolge feierte er bei der Trophée Andros, die er 1992 und 1993 gewann. Beim 24-Stunden-Rennen von Chamonix siegte er 1994 und 1995.

### Rundstreckenrennen
Parallel zu seinen Rallyeaktivitäten fuhr Snobeck auch erfolgreich auf der Rennstrecke. 1974 wurde er hinter Didier Pironi Gesamtzweiter bei der Challenge Européen de Formule Renault und 1976 hinter Pironi und Alain Cudini Gesamtdritter. Eine Position, die er auch 1977, diesmal hinter Alain Prost und Jean-Louis Bousquet, erreichte.
Ende der 1970er-Jahre wechselte er in den Touren- und Sportwagensport. Dreimal, 1979, 1980 und 1984 gewann er die Gesamtwertung der französischen Super-Tourenwagen-Meisterschaft und war mehr fast zwei Jahrzehnte im Porsche Carrera Cup Frankreich engagiert. Zwei Jahre, 1988 und 1989, ging er mit einem eigenen Rennteam in der Deutschen Tourenwagen-Meisterschaft an Start und viermal als Fahrer beim 24-Stunden-Rennen von Le Mans, wo der fünfte Rang im Gesamtklassement 1982 die beste Platzierung im Gesamtklassement bei diesem 24-Stunden-Rennen war.

## Statistik

### Le-Mans-Ergebnisse
| Jahr | Team                     | Fahrzeug                | Teamkollege   | Teamkollege           | Teamkollege     | Platzierung | Ausfallgrund |
| ---- | ------------------------ | ----------------------- | ------------- | --------------------- | --------------- | ----------- | ------------ |
| 1977 | Anne-Charlotte Verney BP | Porsche 911 Carrera RSR | René Metge    | Anne-Charlotte Verney | Hubert Striebig | Rang 18     |              |
| 1980 | Hervé Poulain            | Porsche 935             | Hervé Poulain | Pierre Destic         |                 | Rang 20     |              |
| 1982 | Cooke Racing - BP        | Porsche 935 K3          | René Metge    | François Sérvanin     |                 | Rang 5      |              |
| 1983 | Communaute Pays de Loire | Rondeau M382            | Alain Cudini  | Xavier Lapeyre        |                 | Ausfall     | Motorschaden |